# 562 до н. е.

## Події
- Після смерті вавилонського царя Навуходоносора II йому спадкував на троні старший син Амель-Мардук.

### Астрономічні явища
- 15 лютого. Часткове сонячне затемнення.[1]
- 17 березня. Часткове сонячне затемнення.[1]
- 11 серпня. Часткове сонячне затемнення.[1]
- 10 вересня. Часткове сонячне затемнення.[1]

## Померли
- Навуходоносор II (* 630 до н. е.) — цар Вавилонії (605-562 до н. е.).